# ارنست امرسون
ارنست امرسون (انگلیسی: Ernest Emerson؛ زادهٔ ۷ مارس ۱۹۵۵) کاراته‌کا، طراح سلاح و مخترع اهل ایالات متحده آمریکا است.